# Jarl Kulle
Jarl Kulle (Rebbelberga, 1927. február 27. – Gregersboda, 1997. október 3.) svéd színész.

## Élete és pályafutása
Generációja legjobb svéd színpadi színészei közé tartozott. Gyakran szerepelt televíziós produkciókban és filmekben egyaránt, többször dolgozott Ingmar Bergmannal együtt. A színpadon számos sikerszerepet eljátszott, modern és klasszikus művekben. Fellépett kortárs tévédrámákban és musicalekben. Svédország egyik legkedveltebb modern színésze volt.

## Fontosabb filmjei
- 1987 - Babette lakomája (Babettes gæstebud) - Lorens Löwenhielm tábornok
- 1982 - Fanny és Alexander (Fanny och Alexander) - Gustav Adolf Ekdahl
- 1964 - Drága John (Käre John) - John Berndtsson
- 1964 - Valamennyi asszony (För att inte tala om alla dessa kvinnor) - Cornelius
- 1960 - Az ördög szeme (Djävulens öga) - Don Juan
- 1955 - Egy nyáréjszaka mosolya (Sommarnattens leende) - Carl-Magnus Malcolm gróf
- 1952 - Várakozó asszonyok (Kvinnors väntan) - Kaj

## Fordítás
- Ez a szócikk részben vagy egészben  a   Jarl Kulle című angol Wikipédia-szócikk fordításán alapul.  Az eredeti cikk szerkesztőit annak laptörténete sorolja fel. Ez a jelzés csupán a megfogalmazás eredetét és a szerzői jogokat jelzi, nem szolgál a cikkben szereplő információk forrásmegjelöléseként.